# Лебедки (Омская область)
Лебедки — деревня в Называевском районе Омской области. В составе Жирновского сельского поселения.

## История
Основана в 1726 г. В 1928 г. состояла из 120 хозяйств, основное население — русские. В составе Сибирского сельсовета Называевского района Омского округа Сибирского края.

## Население
| 1926 | 2002 | 2010 |
| ---- | ---- | ---- |
| 637  | ↘84  | ↘41  |